# I-153 (航空機)

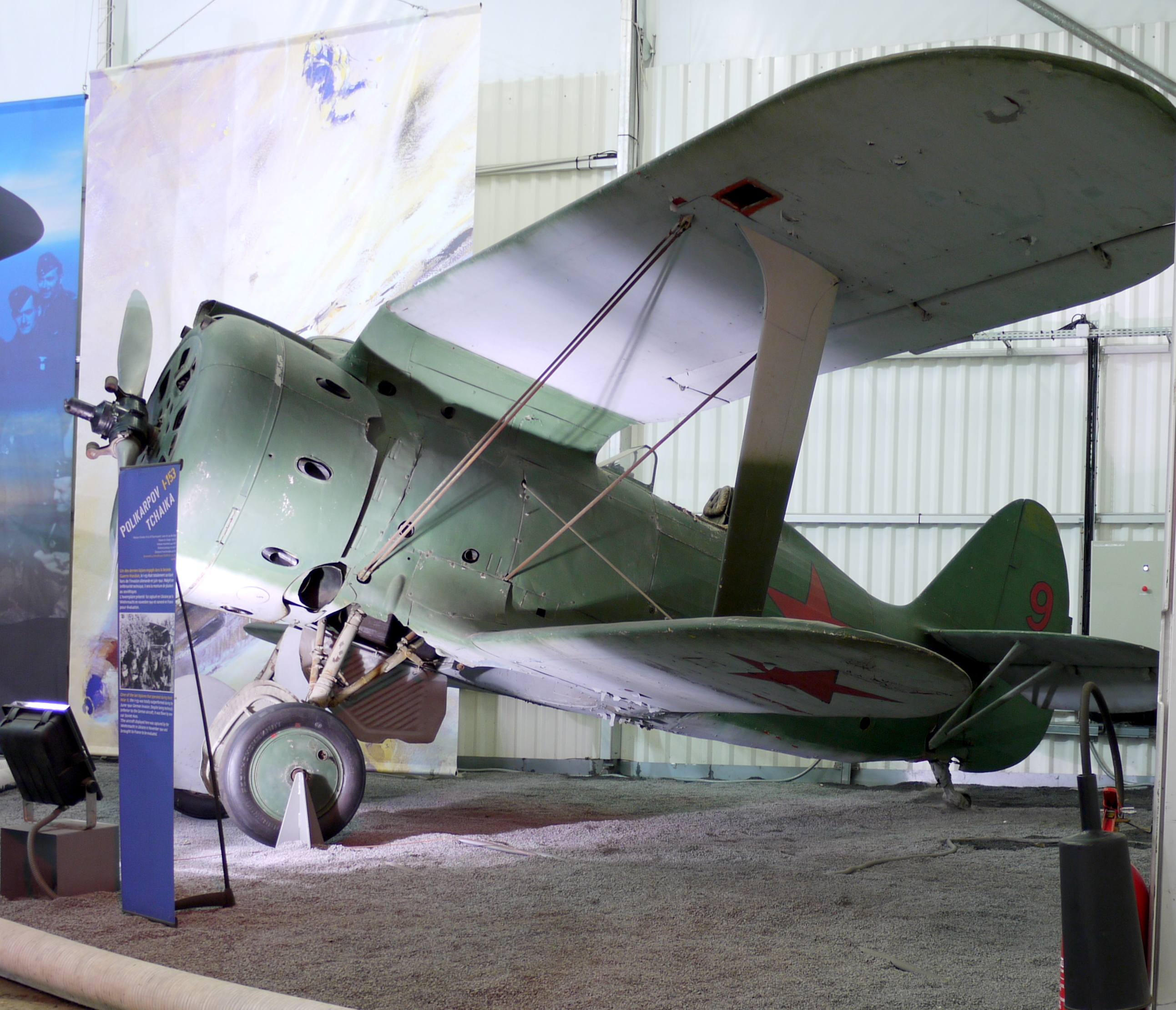
モスクワ航空博物館に展示されているI-153

I-153(ロシア語:И-153 «Чайка»イー・ストー・ピヂスャート・トリー　チャイカ（カモメ）は、ソ連の複葉戦闘機である。多くの優れた戦闘機を開発し「戦闘機の王様」と呼ばれたポリカールポフ設計局が設計した。「究極の複葉戦闘機」と呼ばれ、長期間に亙りソ連労農赤軍航空隊の主力機を務め、ノモンハン事件、フィンランドとの冬戦争、第二次大戦の初めまで使われた。

## 概要
スペイン内戦に参加したI-15の戦訓から、I-15の改良型I-15bisを、更に発展させた機体である。1000馬力の空冷式のM-25Vエンジンに換装したI-15terが1938年秋に初飛行し、量産型は改良を加えたM-62（一部は1100馬力のM-63）エンジンに換装された。
空気抵抗減少のための引き込み脚を採用、当時としては強力な1000馬力級のエンジンを搭載し、I-16タイプ5以降のようにカウリングに空けた穴から排気していた。上翼はI-15bisでは普通の複葉機のように変更されていたが、初期のI-15のようにチャイカ（カモメ）という愛称の元となったガルウィングに戻されている。4丁のShKAS機関銃は機首に搭載され、うち下の2丁はエンジンのシリンダーの間を通し発砲する。
ノモンハン事件では当初I-15bisが使われていたが、1939年7月からより高性能なI-153も参戦し、日本軍の戦闘機と戦ったが、九七式戦闘機に対しては劣勢を強いられた。
1939年に始まったフィンランドとの冬戦争では、I-16と共にソ連の主力機であった。後に独ソ戦で捕獲されたI-153はフィンランドに送られ、フィンランド軍機として、継続戦争でソ連と戦った。並行して開発されていたI-16と共に長らく第一線機として運用されていたが、独ソ戦緒戦で多くのI-153は地上で破壊された。I-153の多くは、戦闘機としての運用の他に爆弾やロケット弾を搭載してシュトゥルモヴィーク(対地攻撃機)としても運用された。ソ連では、I-153を操る撃墜王も何人も誕生した。
だが、どのような任務であれI-153は1941年の時点ですでにどうしようもないほど旧式化していた。戦闘機部隊ではその後I-153やI-16にかわりYak-1やLaGG-3を使用するようになり、シュトゥルモヴィーク部隊でもIl-2などが使用されるようになった。
I-153はモスクワの第1工場で、最終的に3437機が生産された。本機は「究極の複葉戦闘機」の名に恥じない優秀な機体であったが、時すでに複葉戦闘機の時代は去っていた。複葉戦闘機は格闘戦能力には秀でていたが、速度性能等でBf 109のような新しい単葉戦闘機にまったく歯が立たなかったのである。1939年にはM-85エンジンを搭載した発展型・I-180が高度5000mで速度486km/hを記録、更に強力なエンジンを搭載したI-180Sが585km/hを記録したが、どちらも試作に終わった

## 要目
Polikarpow I-153
- 全幅: 10.00 m
- 全長: 6.17 m
- 全高: 2.80 m
- 翼面積: 22.14 m²
- 空虚重量: 1375 kg
- 離陸重量: 1765 kg
- 最大離陸重量: 2009 kg
- エンジン:　空冷9気筒 M-62 (公称出力 高度4200で800 hp / 597 kW ・離昇出力 1000 hp / 746 kw )
- 最大速度: 高度5000で425 km/h 海面高度で366 km/h
- 上昇率:5000 mまで 5.5 min
- 実用上昇限度: 11000 m
- 航続距離: 560 km
- 武装: 7.62mmShKAS機銃×4、82mmロケット弾×6または100kg爆弾
- 操縦手背面防弾板、自動防漏タンクを標準装備